# Ulf Ivarsson
Ulf Ivarsson (også kaldet "Rockis") (født 2. juli 1965 i Gävle) er en svensk musiker, musikproducer og komponist. 
Ivarsson har blandt andet spillet med Thomas Di Leva, Olle Ljungström, Hedningarna, Nicolai Dunger, Clas Yngström (i bandet Sky High) og Joakim Thåström. Foruden bas spiller Ivarsson også trommer, guitar og synthesizer. Han udgav i 2003 sin debutalbum The Introduction med sit eget projekt "Beatundercontrol" på eget label Vibesongs. 